# Mar del Sur (revista)
Mar del Sur fue una revista literaria peruana publicada en Lima entre 1948 y 1953.

## Historia
Su primer número apareció en septiembre-octubre de 1948, y fue editada por la Familia Miró Quesada, dueños también de El Comercio.
Entre sus colaboradores pueden citarse a José María Arguedas, Raúl Porras Barrenechea, Dámaso Alonso, Mariano Iberico, Martín Adán, Marcel Bataillon o Corpus Barga.
Fue una de las publicaciones recopiladas en la exposición Soñar, hacer, leer: 100 años de revistas literarias organizada por la Casa de la Literatura Peruana en 2014.